# Югославия на летних Олимпийских играх 1988
Социалистическая Федеративная Республика Югославия принимала участие в летних Олимпийских играх 1988 года в Сеуле (Республика Корея) и завоевала 12 медалей: 3 золотые, 4 серебряные, 5 бронзовых. Из 12 медалей 4 были завоёваны в командных игровых видах спорта (мужское водное поло, женский и мужской баскетбол, мужской гандбол).
Это была последняя в истории летняя Олимпиада для единой Югославии. Сборную страны представляли 117 мужчин и 38 женщин.
Флаг СФРЮ на церемонии открытия нёс двукратный олимпийский чемпион по гребле на каноэ Матия Любек.

## 01!Золото
- Горан Максимович — стрельба, пневматическая винтовка, 10 метров
- Ясна Шекарич — стрельба, пневматический пистолет, 10 метров
- Мужская сборная Югославии по водному поло — водное поло, мужчины.

## 02!Серебро
- Баскетбол, мужчины.
- Баскетбол, женщины.
- Илия Лупулеску и Зоран Приморац — настольный теннис, мужской парный разряд
- Шабан Трстена — вольная борьба, до 52 кг

## 03!Бронза
- Бокс, мужчины — Дамир Шкаро.
- Гребля, мужчины - Садик Муйкич и Боян Прешерн.
- Настольный теннис, женщины — Ясна Фазлич и Гордана Перкучин.
- Гандбол, мужчины.
- Стрельба, женщины — Ясна Шекарич.

## Состав сборной
Академическая гребля
1. Янез Амброжич
2. Владимир Баньянац
3. Дарио Варга
4. Сеад Марушич
5. Сашо Мирьянич
6. Садик Муйкич
7. Лазо Пивач
8. Боян Прешерн
9. Златко Целент
10. Милан Янша

 Баскетбол
1. Франьо Арапович
2. Стоян Вранкович
3. Владе Дивац
4. Юрий Здовц
5. Тони Кукоч
6. Желько Обрадович
7. Жарко Паспаль
8. Дражен Петрович
9. Дино Раджа
10. Здравко Радулович
11. Данко Цветичанин
12. Зоран Чутура
13. Анделия Арбутина
14. Весна Байкуша
15. Стояна Вангеловска
16. Элеонора Вилд
17. Сладжяна Голич
18. Полона Дорник
19. Корнелия Квесич
20. Мара Лакич
21. Зана Лелас
22. Бояна Милошевич
23. Разия Миянович
24. Данира Накич

 Бокс
1. Вукашин Добрашинович
2. Дарко Дукич
3. Желько Маврович
4. Джордже Петрониевич
5. Азиз Салиху
6. Любиша Симич
7. Дамир Шкаро

 Борьба
Вольная борьба
1. Чедо Николовски
2. Шабан Сейди
3. Шабан Трстена
4. Зоран Шоров

Греко-римская борьба
1. Бернард Бам
2. Зоран Галович
3. Горан Касум
4. Франк Подлесек
5. Нандор Сабо
6. Йожеф Тертеи

Велоспорт
 Шоссейный велоспорт
1. Вальтер Бонча
2. Мико Бркович
3. Санди Папеж
4. Йоже Смоле
5. Райко Чубрич
6. Роберт Шебеник

 Водное поло
1. Драган Андрич
2. Мислав Безмалинович
3. Перица Букич
4. Мирко Вичевич
5. Игор Гочанин
6. Веселин Джюхо
7. Дени Лушич
8. Игор Миланович
9. Томислав Пашквалин
10. Ренцо Посинкович
11. Горан Радженович
12. Дубравко Шименц
13. Александар Шоштар

 Гандбол
1. Мирко Башич
2. Эрмин Велич
3. Веселин Вуйович
4. Слободан Кузмановски
5. Мухамед Мемич
6. Альваро Начинович
7. Горан Перковац
8. Златко Портнер
9. Изток Пуц
10. Роландо Пушник
11. Момир Рнич
12. Златко Сарачевич
13. Ирфан Смайлагич
14. Йожеф Хольперт
15. Борис Ярак
16. Светлана Анастасовска
17. Зита Галич
18. Славица Джукич
19. Мирьяна Джурица
20. Драгица Джурич
21. Наташа Колега
22. Мирьяна Крстич
23. Лильяна Маркович
24. Светлана Мичич
25. Лильяна Мугоша
26. Светлана Мугоша
27. Драгана Пешич
28. Славица Ринчич
29. Десанка Стоянович
30. Любинка Янкович

Гребля на байдарках и каноэ
 Гребля на гладкой воде
1. Матия Любек
2. Мирко Нишович
3. Иван Шабьян

 Дзюдо
1. Драгомир Бечанович
2. Драгомир Кусмук
3. Филип Лешчак
4. Иван Тодоров

 Лёгкая атлетика
1. Слободан Бранкович
2. Мирко Виндиш
3. Бранко Зорко
4. Бранислав Караулич
5. Рок Копитар
6. Сеяд Крджалич
7. Исмаил Мачев
8. Слободан Попович
9. Биляна Петрович
10. Слободанка Чолович

 Настольный теннис
1. Зоран Калинич
2. Илия Лупулеску
3. Зоран Приморац
4. Гордана Перкучин
5. Ясна Фазлич

 Парусный спорт
1. Роланд Милошевич

 Плавание
1. Игор Майцен
2. Дарьян Петрич
3. Анамария Петричевич

 Спортивная гимнастика
1. Йоже Кольман

 Стрельба
1. Раймонд Дебевец
2. Горан Максимович
3. Сречко Пейович
4. Младенка Маленица
5. Эстер Польяк
6. Ясна Шекарич

 Теннис
1. Слободан Живоинович
2. Горан Иванишевич
3. Сабрина Голеш

 Футбол
1. Ивица Барбарич
2. Драголюб Брнович
3. Владислав Джюкич
4. Давор Йозич
5. Сречко Катанец
6. Драгое Лекович
7. Душко Милинкович
8. Цвиян Милошевич
9. Мирко Михич
10. Тони Савевский
11. Предраг Спасич
12. Вуядин Станойкович
13. Драган Стойкович
14. Стеван Стоянович
15. Семир Туце
16. Рефик Шабанаджович
17. Давор Шукер
18. Ненад Якшич

 Художественная гимнастика
1. Милена Рельин
2. Дара Терзич

## Результаты соревнований

### Академическая гребля
В следующий раунд из каждого заезда проходили несколько лучших экипажей (в зависимости от дисциплины). В финал A выходили 6 сильнейших экипажей, ещё 6 экипажей, выбывших в полуфинале, распределяли места в малом финале B.
Мужчины
| Соревнование | Спортсмены                | Предварительный заезд | Предварительный заезд | Предварительный заезд | Отборочный заезд | Отборочный заезд | Отборочный заезд | Полуфинал | Полуфинал | Полуфинал | Финал   | Финал   | Итоговое место |
| Соревнование | Спортсмены                | Заезд                 | Время                 | Место                 | Заезд            | Время            | Место            | Заезд     | Время     | Место     | Время   | Место   | Итоговое место |
| ------------ | ------------------------- | --------------------- | --------------------- | --------------------- | ---------------- | ---------------- | ---------------- | --------- | --------- | --------- | ------- | ------- | -------------- |
| двойки       | Боян Прешерн Садик Муйкич | 2                     | 6:36,35               | 1 Q                   | не участвовали   | не участвовали   | не участвовали   | 1         | 6:49,44   | 2 QA      | Финал A | Финал A | 3              |
| двойки       | Боян Прешерн Садик Муйкич | 2                     | 6:36,35               | 1 Q                   | не участвовали   | не участвовали   | не участвовали   | 1         | 6:49,44   | 2 QA      | 6:41,01 | 3       | 3              |